# 名西消防組合
名西消防組合（みょうざいしょうぼうくみあい）は、徳島県名西郡石井町および神山町が組織する一部事務組合（消防組合）である。

## 概要
- 消防本部：徳島県名西郡石井町高川原字高川原66-8
- 管内面積：202.14km2
- 職員定数：54名
- 消防署2カ所
- 主力機械（2018年4月1日現在）
  - 普通消防ポンプ自動車：3
  - 水槽付消防ポンプ自動車：1
  - 救助工作車：1
  - 指揮車：1
  - 指揮支援車：1
  - 指揮車兼搬送車：1
  - 資機材搬送車：1
  - 資器材搬送車：1
  - 可搬ポンプ積載車：1
  - 高規格救急自動車：3
  - 人員搬送車：1
  - 救急普及啓発広報車：1
  - 救助艇：2

## 沿革
- 1979年4月1日　 消防本部および石井消防署・神山消防署の開所式を行う。
- 2011年11月1日　神山消防署が移転する。

## 組織
- 消防本部－庶務課、予防課、警防課、救急課
- 消防署

## 消防署
| 消防署     | 住所                           |
| ---------- | ------------------------------ |
| 石井消防署 | 名西郡石井町高川原字高川原66-8 |
| 神山消防署 | 名西郡神山町神領字本野間97     |